# Pseudoboa
Genre
Pseudoboa est un genre de serpents de la famille des Dipsadidae.

## Répartition
Les espèces de ce genre se rencontrent en Amérique du Sud.

## Liste des espèces
Selon The Reptile Database (30 août 2013) :
- Pseudoboa coronata Schneider, 1801
- Pseudoboa haasi (Boettger, 1905)
- Pseudoboa martinsi Zaher, Oliveira & Franco, 2008
- Pseudoboa neuwiedii (Duméril, Bibron & Duméril, 1854)
- Pseudoboa nigra (Duméril, Bibron & Duméril, 1854)
- Pseudoboa serrana Morato, Moura-Leite, Prudente & Bérnils, 1995

## Synonymie
- Pseudoboa Oppel, 1811 est un synonyme de Bungarus Daudin, 1803.

## Publication originale
- Schneider, 1801 : Historiae Amphibiorum naturalis et literariae. Fasciculus secundus continens Crocodilos, Scincos, Chamaesauras, Boas. Pseudoboas, Elapes, Angues. Amphisbaenas et Caecilias. Frommani, Jena, p. 1-374 (texte intégral).